# Droga wojewódzka nr 533
Droga wojewódzka nr 533 (DW533) – droga wojewódzka łącząca Okonin z Mełnem (DW538) (DW534). Długość 3,2 km.